# تساراهاسینا
تساراهاسینا (به لاتین: Tsarahasina) یک منطقهٔ مسکونی در ماداگاسکار است که در بوریزینی-واوائو واقع شده‌است. تساراهاسینا ۱۴٬۰۰۰ نفر جمعیت دارد و ۳۱ متر بالاتر از سطح دریا واقع شده‌است.